# Distretto di Khong Chiam
Il distretto di Khong Chiam (in thailandese: โขงเจียม) è un distretto (amphoe) della Thailandia, situato nella provincia di Ubon Ratchathani.